# Mohamed Bousmaha
Mohamed Mahfoud Bousmaha, également connu sous le nom de guerre Mohamed El Berrouaghia, est un moudjahid algérien, commandant durant la guerre d'indépendance de l'Algérie contre la France. Il est connu pour avoir été le commandant de l'Etat major de la Wilaya IV (actuelle wilaya d'Alger).

## Biographie
Originaire de la commune de Berrouaghia, il rejoint la résistance en 1956 alors qu'il était encore lycéen, et devient membre éminent de la wilaya IV historique, jouant un rôle cruciforme dans plusieurs opérations audacieuses contre les forces coloniales.
En tant qu'officier de l'Armée de Libération Nationale (ALN), il est particulièrement actif dans la région d'Alger et la Mitidja, où il se distingue par son courage et son leadership. Il a dirigé des opérations importantes contre des figures coloniales, notamment lors d'une attaque contre un adjudant français à Berrouaghia qui terrorisait la population locale[réf. souhaitée]. Après avoir été capturé par les forces françaises, il parvint à s'évader et à reprendre les combats jusqu'au cessez-le-feu en 1962,,.
Il présidera également le Chabab Riadhi Belouizdad (CRB), club de football basé dans la commune de Belouizdad de la wilaya d'Alger de 1971 à 1977. Il va notamment gagné la coupe maghrébine en 1971 et 1972. Il mènera également le club à finale de la même coupe en 1973 et à la finale de la Ligue 1 en 1972 et 1977. Il voir passer sous les couleurs de son club de nombreux footballeurs comme Lalmas, Khalem, Achour et autre Selmi Djilali.
Après l'indépendance, Mohamed Bousmaha occupe principalement des postes de wali : du 13 août 2000 au 16 août 2001, il succède à Abdelmalek Boudiaf en tant que wali délégué de Bir Mourad Raïs. Il est remplacé par Salah Cherradi. Il occupe ensuite le poste de  wali dans la wilaya de Tindouf du 1eravril 2002 au 7 mai 2008, date à laquelle il est remplacé par Abdelhakim Chater,. Il est ensuite nommé du 7 mai 2008 au 4 août 2015 en tant que  wali de la wilaya de Tiaret, où il remplace Brahim Merad et sera remplacé par Abdeslam Bentouati. Il devient enfin le 22 juillet 2015 jusqu’en octobre 2016, wali de la wilaya de M'Sila remplaçant Abdellah Benmansour et remplacé par Hadj Mokdad.
Il décède en mai 2024 à l'âge de 85 ans, et est inhumé au cimetière de Sidi Yahia à Alger, en présence de nombreuses personnalités et compagnons de lutte,.

## Référence
1. 1 2  « Décès du moudjahid et ancien commandant Mohamed Mahfoud Bousmaha, dit "Mohamed el Berrouaghia" à l'âge de 85 ans »
2. 1 2 3  « CRB: décès de Mohamed Bousmaha, ancien président du club et ex-commandant de la zone autonome d’Alger »
3. 1 2  « Le moudjahid Mohamed Mahfoud n'est plus »
4. ↑  « JOURNAL OFFICIEL DE LA REPUBLIQUE ALGERIENNE N° 26 »
5. ↑  « JOURNAL OFFICIEL DE LA REPUBLIQUE ALGERIENNE DEMOCRATIQUE ET POPULAIRE CONVENTIONS ET ACCORDS INTERNATIONAUX - LOIS ET DECRETS ARRETES, DECISIONS, AVIS, COMMUNICATIONS ET ANNONCES (TRADUCTION FRANÇAISE) »
6. ↑  « BRÈVES du Centre », sur Djazairess (consulté le 2 octobre 2024)